# Выборы губернатора Свердловской области (2022)
Пятые выборы губернатора Свердловской области состоялись 11 сентября 2022 года в единый день голосования. Окончательные итоги выборов были подведены избирательной комиссией Свердловской области 12 сентября. Инаугурация Куйашева прошла 19 сентября. По данным, представленным ИКСО, победивший Евгений Куйвашев набрал 65,78% голосов при самой низкой явке в истории областных выборов .
Выборы стали рекордными по наименьшему числу допущенных кандидатов и наименьшей явке в истории выборов Свердловской области.

## Предшествующие события

### Действовавший губернатор
В мае 2012 года полномочный представитель Президента в Уральском федеральном округе Евгений Куйвашев был назначен исполняющим обязанности губернатора Свердловской области, сменив досрочно ушедшего в отставку губернатора Александра Мишарина после ДТП на 206 км трассы Екатеринбург — Серов. Позже, в том же месяце, Куйвашев был утверждён в должности Законодательным собранием Свердловской области.
Губернатор Куйвашев баллотировался на выборах в 2017 года, набрав 62,16% голосов. При Евгении Куйвашеве Свердловская область демонстрировала динамичное социально-экономическое развитие, а губернатор справлялся с конфликтами в традиционно политически активном и протестном регионе. Например, в 2018 году Куйвашев сыграл важную роль в отстранении от должности оппозиционного мэра Екатеринбурга Евгения Ройзмана и публично поддержал строительство церкви вместо городской площади, вызвавшее массовые протесты в 2019 году, в то же время защищая Президентский центр Бориса Ельцина и отбиваясь от консервативных критиков, таких как Никита Михалков, Владимир Соловьёв и Евгений Пригожин.
С осени 2021 года ходили слухи о возможной отставке Куйвашева, однако губернатор в целом избегал жалоб на свою работу. В апреле 2022 года Куйвашев публично повздорил с телеведущим Владимиром Соловьёвым после его унизительных комментариев о Екатеринбурге. Несмотря на слухи и публичный конфликт, 20 мая президент Владимир Путин поддержал переизбрание Куйвашева.

### Подготовка
В связи с началом российского вторжения в Украину в феврале 2022 года и последующими экономическими санкциями было предложено отменить и перенести прямые выборы губернаторов. Эту меру поддержал даже лидер партии «Справедливая Россия» Сергей Миронов. В итоге 7 июня Законодательное собрание Свердловской области назначило выборы губернатора на 11 сентября 2022 года.

## Кандидаты
Всего в ИКСО поступило 6 уведомлений о процедурах выдвижения. Возможными кандидатами из них являлось 5 человек. Ещё 1 претендент не прошёл муниципальный фильтр.

### Зарегистрированные кандидаты
В данной таблице отображены персоналии, которые зарегистрированы избирательной комиссией Свердловской области как кандидаты и допущены до выборов.
| Кандидат, возраст, субъект выдвижения     | Кандидат, возраст, субъект выдвижения | Кандидат, возраст, субъект выдвижения | Политические должности                                                | Кандидаты в Совет Федерации                                                                        | Детали | Дата выдвижения | Дата регистрации кандидата |
| ----------------------------------------- | ------------------------------------- | ------------------------------------- | --------------------------------------------------------------------- | -------------------------------------------------------------------------------------------------- | --- | --------------- | -------------------------- |
| Александр Ивачёв (34 года) КПРФ           |                                       |                                       | Депутат Законодательного собрания Свердловской области (2016 — н. в.) | 1. Букреев, Евгений Михайлович; 2. Исаков, Тарас Мамаджанович; 3. Скоморохова, Римма Вениаминовна. | Выдвинут 18 июня по итогам региональной партконференции и одобрения ЦК КПРФ. 21 июня ИКСО приняла документы о выдвижении. 27 июля прошёл муниципальный фильтр и выдвинул кандидатов в Совет Федерации, кандидатура была зарегистрирована. | 21 июня         | 27 июля                    |
| Александр Демин (33 года) «Новые люди»    |                                       |                                       | Депутат Государственной думы (2021 — н. в.)                           | 1. Бородин, Ярослав Викторович; 2. Невьянцев, Алексей Юрьевич; 3. Флеганова, Татьяна Витальевна.   | Выдвинут 19 июня по итогам собрания регионального отделения. В тот же день ИКСО приняла документы о выдвижении. 27 июля прошёл муниципальный фильтр и выдвинул кандидатов в Совет Федерации, кандидатура была зарегистрирована.           | 19 июня         | 27 июля                    |
| Александр Каптюг (43 года) ЛДПР           |                                       |                                       | Депутат Законодательного собрания Свердловской области (2021 — н. в.) | 1. Вяткина, Алена Павловна; 2. Корольков, Владимир Васильевич; 3. Рачкевич, Кристина Вячеславовна. | Выдвинут 18 июня по итогу решения региональной конференции партии. 22 июня ИСКО приняла документы о выдвижении. 28 июля прошёл муниципальный фильтр и выдвинул кандидатов в Совет Федерации, кандидатура была зарегистрирована.           | 22 июня         | 28 июля                    |
| Андрей Кузнецов (50 лет) СРЗП             |                                       |                                       | Депутат Государственной думы (2021 — н. в.)                           | 1. Иванова, Оксана Витальевна; 2. Коровкин, Алексей Сергеевич; 3. Мартюшев, Леонид Владимирович.   | Выдвинут 18 июня по итогу решения региональной конференции партии. 20 июня ИКСО приняла документы о выдвижении. 27 июля прошёл муниципальный фильтр и выдвинул кандидатов в Совет Федерации, кандидатура была зарегистрирована.           | 20 июня         | 27 июля                    |
| Евгений Куйвашев (51 год) «Единая Россия» |                                       |                                       | Губернатор Свердловской области (2012 — 2025)                         | 1. Левина, Ирина Анатольевна; 2. Орлов, Алексей Валерьевич; 3. Шептий, Виктор Анатольевич.         | Выдвинут 14 июня по решению регионального отделения партии. На следующий день, ИКСО приняла документы о выдвижении. 3 августа прошёл муниципальный фильтр и выдвинул кандидатов в Совет Федерации, кандидатура была зарегистрирована.     | 15 июня         | 3 августа                  |

### Незарегистрированные кандидаты
В таблице ниже отображены кандидаты, у которых ИКСО приняла документы, но после рассмотрения отказала в регистрации группы избирателей, кандидаты, снявшие свою кандидатуру, а также кандидаты, незарегистрированные ввиду недостаточного общего количества подписей или слишком большого процента признанных недостоверными подписей в их поддержку.
| Кандидат, возраст, субъект выдвижения                | Кандидат, возраст, субъект выдвижения | Кандидат, возраст, субъект выдвижения | Политические должности                                             | Кандидаты в Совет Федерации | Детали | Дата выдвижения / регистрации | Дата снятия кандидатуры |
| ---------------------------------------------------- | ------------------------------------- | ------------------------------------- | ------------------------------------------------------------------ | --------------------------- | --- | ----------------------------- | ----------------------- |
| Иван Волков (43 года) «Российский общенародный союз» |                                       |                                       | Управляющий партнер ООО «Юридическая фирма «ЮРЛИГА» (2000 — н. в.) | отсутствуют                 | Выдвинут 4 июля по итогу решения региональной партконференции. 8 июля ИКСО приняла документы о выдвижении. Не подал документы в установленный срок, и 29 июля был снят с выборов. | 8 июля                        | 29 июля                 |

## Кампания зарегистрированных кандидатов

### Финансовые затраты
| Финансовый отчёт | Источник |                 |                  |                  |                 |                  |             |
| Финансовый отчёт | Источник | Александр Демин | Александр Ивачёв | Александр Каптюг | Андрей Кузнецов | Евгений Куйвашев | Иван Волков |
| Финансовый отчёт | Источник |                 |                  |                  |                 |                  |             |
| Первый           | [ 20 ]   | 210 000 ₽       | 810 000 ₽        | 191 800 ₽        | 1 230 000 ₽     | 15 000 000 ₽     | 1 000 ₽     |
| Финальный        | [ 21 ]   | 25 000 000 ₽    | 7 956 000 ₽      | 3 099 062 ₽      | 6 671 500 ₽     | 45 000 000 ₽     | 1 000 ₽     |

## Социологические исследования и оценки

### Социологические исследования

#### Опросы общественного мнения
| Источник | Даты опроса | Вы- борка                                                                                     | Макс. погреш- ность                                                                           |                                                                                               |                                                                                               |                                                                                               |                                                                                               |                                                                                               | Другой канди- дат / Испорчу бюлле- тень                                                       | Не опреде- лилось                                                                             | Нет ответа / Не буду голо- совать                                                             | Лиди- рование                                                                                 |     |     |     |     |   |      |     |      |
| Источник | Даты опроса | Вы- борка                                                                                     | Макс. погреш- ность                                                                           | Евгений Куйвашев                                                                              | Александр Ивачёв                                                                              | Андрей Кузнецов                                                                               | Александр Демин                                                                               | Александр Каптюг                                                                              | Другой канди- дат / Испорчу бюлле- тень                                                       | Не опреде- лилось                                                                             | Нет ответа / Не буду голо- совать                                                             | Лиди- рование                                                                                 |     |     |     |     |   |      |     |      |
| Источник | Даты опроса | Вы- борка                                                                                     | Макс. погреш- ность                                                                           | Единая Россия                                                                                 | КПРФ                                                                                          | СРЗП                                                                                          | Новые люди                                                                                    | ЛДПР                                                                                          | Другой канди- дат / Испорчу бюлле- тень                                                       | Не опреде- лилось                                                                             | Нет ответа / Не буду голо- совать                                                             | Лиди- рование                                                                                 |     |     |     |     |   |      |     |      |
| -------- | ----------- | --------------------------------------------------------------------------------------------- | --------------------------------------------------------------------------------------------- | --------------------------------------------------------------------------------------------- | --------------------------------------------------------------------------------------------- | --------------------------------------------------------------------------------------------- | --------------------------------------------------------------------------------------------- | --------------------------------------------------------------------------------------------- | --------------------------------------------------------------------------------------------- | --------------------------------------------------------------------------------------------- | --------------------------------------------------------------------------------------------- | --------------------------------------------------------------------------------------------- | --- | --- | --- | --- | - | ---- | --- | ---- |
| Источник | Даты опроса | Вы- борка                                                                                     | Макс. погреш- ность                                                                           | Russian Field                                                                                 | 30 августа — 3 сентября                                                                       | 1033                                                                                          | ± 3,1 %                                                                                       | 61 %                                                                                          | Другой канди- дат / Испорчу бюлле- тень                                                       | Не опреде- лилось                                                                             | Нет ответа / Не буду голо- совать                                                             | Лиди- рование                                                                                 | 7 % | 4 % | 8 % | 4 % | — | 13 % | 4 % | 53 % |
|          | 27 июля     | Завершение регистрации кандидатов                                                             | Завершение регистрации кандидатов                                                             | Завершение регистрации кандидатов                                                             | Завершение регистрации кандидатов                                                             | Завершение регистрации кандидатов                                                             | Завершение регистрации кандидатов                                                             | Завершение регистрации кандидатов                                                             | Завершение регистрации кандидатов                                                             | Завершение регистрации кандидатов                                                             | Завершение регистрации кандидатов                                                             | Завершение регистрации кандидатов                                                             |     |     |     |     |   |      |     |      |
|          | 7 июня      | Законодательное собрание Свердловской области назначило дату выборов на 11 сентября 2022 года | Законодательное собрание Свердловской области назначило дату выборов на 11 сентября 2022 года | Законодательное собрание Свердловской области назначило дату выборов на 11 сентября 2022 года | Законодательное собрание Свердловской области назначило дату выборов на 11 сентября 2022 года | Законодательное собрание Свердловской области назначило дату выборов на 11 сентября 2022 года | Законодательное собрание Свердловской области назначило дату выборов на 11 сентября 2022 года | Законодательное собрание Свердловской области назначило дату выборов на 11 сентября 2022 года | Законодательное собрание Свердловской области назначило дату выборов на 11 сентября 2022 года | Законодательное собрание Свердловской области назначило дату выборов на 11 сентября 2022 года | Законодательное собрание Свердловской области назначило дату выборов на 11 сентября 2022 года | Законодательное собрание Свердловской области назначило дату выборов на 11 сентября 2022 года |     |     |     |     |   |      |     |      |

#### Экзит-поллы
| Источник | Вы- борка | Макс. погреш- ность |                     |                  |                 |                 |                  | Другой канди- дат / Испорчу бюлле- тень | Не опреде- лилось | Нет ответа / Не буду голо- совать | Лиди- рование |     |     |     |   |   |      |      |
| Источник | Вы- борка | Макс. погреш- ность | Евгений Куйвашев    | Александр Ивачёв | Андрей Кузнецов | Александр Демин | Александр Каптюг | Другой канди- дат / Испорчу бюлле- тень | Не опреде- лилось | Нет ответа / Не буду голо- совать | Лиди- рование |     |     |     |   |   |      |      |
| Источник | Вы- борка | Макс. погреш- ность | Единая Россия       | КПРФ             | СРЗП            | Новые люди      | ЛДПР             | Другой канди- дат / Испорчу бюлле- тень | Не опреде- лилось | Нет ответа / Не буду голо- совать | Лиди- рование |     |     |     |   |   |      |      |
| -------- | --------- | ------------------- | ------------------- | ---------------- | --------------- | --------------- | ---------------- | --------------------------------------- | ----------------- | --------------------------------- | ------------- | --- | --- | --- | - | - | ---- | ---- |
| Источник | Вы- борка | Макс. погреш- ность | СВОИ, Среднеуральск | 8003             | —               | 75 %            | 8 %              | Другой канди- дат / Испорчу бюлле- тень | Не опреде- лилось | Нет ответа / Не буду голо- совать | Лиди- рование | 5 % | 7 % | 3 % | — | — | 35 % | 67 % |

## Ход выборов
Избирательные участки были открыты с 8:00 до 20:00. При открытии участков играл Гимн России. Было открыто 2477 постоянных и 35 временных избирательных участка, большинство из которых были оборудованы КОИБами. К каждому избирательному участку был прикреплён сотрудник полиции. В ряде участков использовались различные конкурсы и увеселительные мероприятия, а также буфеты с крайне низкими ценами для увеличения явки. Выборы проходили в масочном режиме, хоть тот и нарушался. По данным E1.ru, имелось принуждение к голосованию и сгону бюджетников с последующим отчётом о голосовании. На ряде участков нарушалась тайна голосования: у кабинок отсутствовали шторки. Одновременно с этим, в центре Екатеринбурга дежурило полицейское усиление вместе с автобусами для задержанных, там же прошёл пикет пропутинской активистки, которую сотрудники полиции не трогали.

## Скандалы и фальсификации
По заявлениям партии «Справедливая Россия — За правду», предвыборная кампания началась с фальшивых агитплакатов кандидатов Кузнецова и Ивачёва, где те были выставлены в нелицеприятном свете с провокационными подписями. 
Избирательная кампания сопровождалась давлением на независимых кандидатов (параллельно шли местные выборы) и представителей кандидатов в Губернаторы. Так, депутатке и агитаторше КПРФ в Асбесте сожгли автомобиль и угрожали расправой.
Имелось широкое наблюдение сгона бюджетников и принуждение к голосованию. На ряде участков нарушалась тайна голосования: у кабинок отсутствовали шторки. Около некоторых участков избирателей встречали агитаторы. Также, СМИ сообщали о скупке голосов.

## Результаты
| Кандидат                              | Кандидат                              | Партия                                       | Голосов   | Голосов | +/- (в %) |
| Кандидат                              | Кандидат                              | Партия                                       | No.       | %       | +/- (в %) |
| ------------------------------------- | ------------------------------------- | -------------------------------------------- | --------- | ------- | --------- |
|                                       | Куйвашев, Евгений Владимирович        | Единая Россия                                | 618 617   | 65,78   | ▲3,62     |
|                                       | Ивачёв, Александр Николаевич          | Коммунистическая партия Российской Федерации | 121 351   | 12,90   |           |
|                                       | Кузнецов, Андрей Анатольевич          | Справедливая Россия — За правду              | 86 047    | 9,15    |           |
|                                       | Дёмин, Александр Вячеславович         | Новые люди                                   | 60 883    | 6,47    |           |
|                                       | Каптюг, Александр Николаевич          | Либерально-демократическая партия России     | 29 857    | 3,17    |           |
|                                       |                                       |                                              |           |         |           |
| Действительных голосов                | Действительных голосов                | Действительных голосов                       | 916 755   | 97,49   | -         |
| Недействительных голосов              | Недействительных голосов              | Недействительных голосов                     | 23 648    | 2,51    | -         |
| Всего                                 | Всего                                 | Всего                                        | 940 546   | 100,00  | -         |
| Зарегистрированных избирателей / Явка | Зарегистрированных избирателей / Явка | Зарегистрированных избирателей / Явка        | 3 303 323 | 28,47   | -         |